# Massimo Mattolini
Massimo Mattolini (San Giuliano Terme, 29 maggio 1953 – Bagno a Ripoli, 12 ottobre 2009) è stato un calciatore italiano, di ruolo portiere.

## Biografia

### Carriera
Cresciuto nella Fiorentina, va in prestito al Perugia nel novembre del 1973. L'anno seguente torna in viola per fare la riserva di Franco Superchi, esordendo in Serie A il 6 ottobre 1974 a Terni in Ternana-Fiorentina (0-1), e gioca in Coppa Italia a Barletta in Foggia-Fiorentina (1-2) – i gigliati si aggiudicheranno poi questo trofeo –; nella stagione in questione rimane imbattuto nelle 5 partite di campionato (2 dall'inizio e 3 subentrando a gara in corso) in cui viene schierato.

Mattolini (in piedi, primo da destra), nel Catanzaro della stagione 1978-79

Nella stagione 1976-1977 Superchi passa al Verona, lasciando così il posto di titolare a Mattolini. Ma quella stagione, conclusa dai toscani con un terzo posto, è anche la sua ultima stagione in maglia viola. Passa infatti al Napoli dopo uno scambio con Pietro Carmignani, dove rimane un anno (guadagnandosi altresì il poco lusinghiero nomignolo di "saponetta" a causa di alcune sue papere), e poi a Catanzaro. La retrocessione del campionato 1979-1980, giunta per un punto di distacco dalla Lazio quart'ultima, è comunque annullata dal successivo declassamento d'ufficio dei biancazzurri per lo scandalo del Totonero.
Si rivede in Serie B a Foggia durante la stagione 1982-1983 chiusa con la retrocessione in C1, e sempre in cadetteria con il Catania nel corso della stagione 1986-1987.
In carriera ha totalizzato complessivamente 125 presenze in Serie A, e 53 in Serie B.

### Morte
Nel 1990 si è ammalato di insufficienza renale, dovendo ricorrere a continue emodialisi, e nel 2000 ha subito un trapianto di reni. Mattolini ha ammesso di aver fatto uso di Cortex ma non è stato possibile dimostrare con certezza la relazione tra la malattia e l'uso del ricostituente.
La malattia lo porterà alla morte il 12 ottobre 2009, all'età di 56 anni, pochi giorni dopo la visita dell'amico Giancarlo Antognoni.
Mattolini è stato sepolto nel cimitero di Diacceto, sulle colline a pochi chilometri da Pontassieve.
Stando alle dichiarazioni rilasciate da Ferruccio Mazzola a l'Espresso, la sua morte sarebbe da ricondurre all'utilizzo di sostanze dopanti ai tempi della Fiorentina che avrebbero portato alla morte prematura dei suoi ex-compagni di squadra Bruno Beatrice (leucemia), Ugo Ferrante (tumore alla gola), Nello Saltutti (infarto), Adriano Lombardi (SLA) e Giuseppe Longoni (vasculopatia) e alle malattie di Domenico Caso (tumore al fegato), Giancarlo De Sisti (ascesso frontale) e Giancarlo Galdiolo (demenza frontale temporale), Giovanni Bertini (Sclerosi laterale amiotrofica).

## Palmarès

### Competizioni nazionali
- Coppa Italia: 1

Fiorentina: 1974-1975

### Competizioni internazionali
- Coppa di Lega Italo-Inglese: 1

Fiorentina: 1975